# Estadio de fútbol de LSU
El Estadio de fútbol de LSU (en inglés: LSU Soccer Stadium) es un estadio de fútbol ubicado en el campus de la Universidad Estatal de Luisiana en Baton Rouge, al sur de Estados Unidos. Construido en 1996, es el campo de un equipo de fútbol, los LSU Tigers. El estadio, de dos niveles, cuenta con un aforo de 2197 espectadores. En 2010 y 2011 el estadio recibió una amplia renovación, que incluyó un segundo nivel de asientos, una nueva sala de prensa y puertas de hierro forjado y cercas con columnas de ladrillo que fueron construidas en el lado oeste del complejo.